# Horst Ademeit
Horst Ademeit, né le 8 février 1912 à Breslau et mort le 7 août 1944 vers Daugavpils, est un pilote de chasse allemand.
Il est crédité de 166 victoires pendant la Seconde Guerre mondiale et est mort sur le Front de l'Est.
Il est titulaire de la croix de chevalier de la croix de fer avec feuilles de chêne.